# ウィリアムソン川
ウィリアムソン川 (ウィリアムソンがわ、Williamson River) はアメリカ合衆国のオレゴン州を流れる川。クラマス川の水源であるアッパークラマス湖へ注ぐ。長さ約100マイル（160km）、流域面積約3000平方マイル（7,800km2）。ウィリアムソン川とその支流スプレイグ川でアッパークラマス湖への流入量の半分以上を供給している。

## 流路
水源はクラマス郡中央部であり、クラマスフォールズ北東約40マイル（64km）、ウィンマ国立森林公園 (Winema National Forest) 内でフエゴ山 (Fuego Mountain) の北側にある大きな泉である。そこから大きな弧を描いて北、西、南西と流れ、クラマスマーシュ国立野生生物保護区 (Klamath Marsh National Wildlife Refug) を通る。保護区を抜けると国道97号線とおおむね平行に流れ、チロクィン北約5マイル（8km）、コリアーメモリアル州立公園 (Collier Memorial State Park) で右岸支流スプリングクリーク (Spring Creek) が合流。チロクィンで左岸支流スプレイグ川をあわせ、クラマスフォールズ北約20マイル（32km）で北からアッパークラマス湖へ注ぐ。